# Sèrie 595 de Renfe

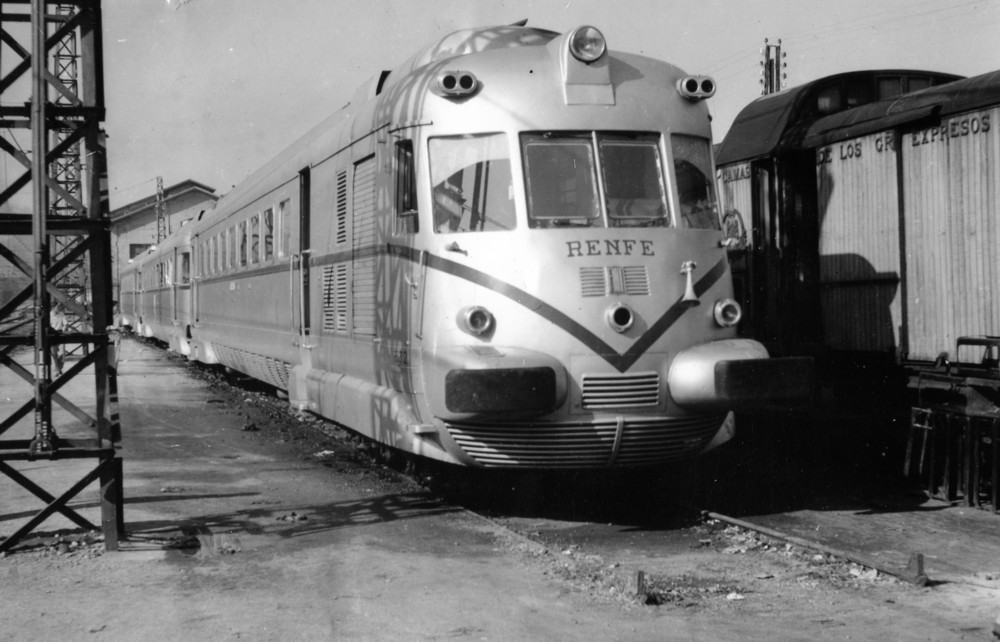
595-032 (9532) a Irun (Guipúscoa, el 1955.

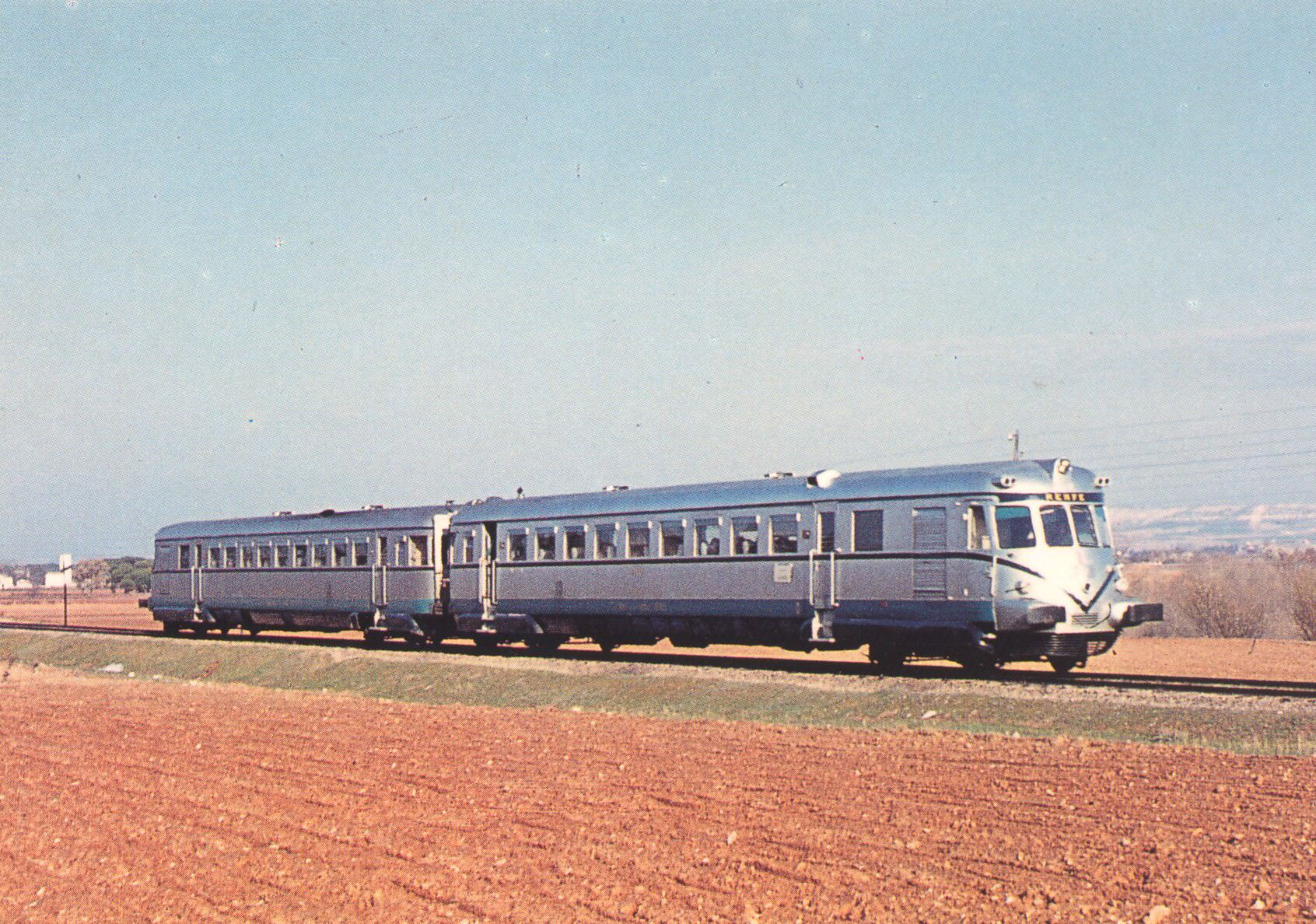
Sèrie 595 de Renfe

La sèrie 595 de Renfe, sèrie 9500 en numeració antiga, o TAF (Tren Automotor FIAT) va ser un conjunt d'automotors dièsel utilitzats per Renfe entre les dècades de 1950 i 1980.

## Història
El primer d'ells va arribar a Barcelona, per la frontera de Portbou el 23 d'abril de 1952, després d'haver realitzat diversos viatges de proves per la xarxa italiana, esdeveniment pel qual va ser dotat de bogies de via normal. A partir de l'1 de juny del mateix any van començar a rodar entre Madrid i Barcelona, disposant de dos cotxes motors en els extrems i d'un cotxe remolqui intermedi. Gràcies a unes curioses manxes d'acoblament, típics de FIAT, el tren podia desdoblegar-se en dos, separant-se un dels cotxes motors cap a una altra destinació, la qual cosa va permetre, segons es van ser rebent més trens, establir serveis comercials en forma de “Y”, com el de Madrid a Gijón i Santander -els cotxes del qual es desacoblaven a Palència- o el de Madrid a València i Alacant -la maniobra es feia en L'Alzina-.
Els TAF van suposar, encara que fos inicialment tan sols en algunes rutes privilegiades, un salt qualitatiu enorme en el confort dels viatges per tren a Espanya, atès que contrastaven del tot amb els cotxes de viatgers habituals en els anys 50 -en els quals encara predominava la carrosseria de fusta-. Les comandes més recents de TAF comptaven amb aire condicionat, alguna cosa que va ser molt útil conformi van ser perdent importància en els anys 60 -amb l'arribada dels TER i Talgo III- i van ser destinats a substituir al material de preguerra en Andalusia, fent-se molt famosos en els serveis de l'«Estrella de Bobadilla».
A partir de 1968 van començar a perdre el seu característic color platejat en favor dels dos tons de blau dels TER.
L'últim TAF a prestar servei comercial a Renfe ho va fer el 28 de setembre de 1980, en la línia de Sevilla a Huelva. Els Caminhos de Ferro Portugueses van tenir al seu parc motor uns trens idèntics als TAF, subministrats per FIAT alhpra que els seus «germans» espanyols, que van funcionar més o menys en la mateixa època i van ser batejats com «Foguetes» (Coets)